# Zamarada suda
Zamarada suda är en fjärilsart som beskrevs av Fletcher 1974. Zamarada suda ingår i släktet Zamarada och familjen mätare. Inga underarter finns listade i Catalogue of Life.